# Чероки (окръг, Айова)
Вижте пояснителната страница за други значения на Чероки.
Окръг Чероки (на английски: Cherokee County) е окръг в щата Айова, Съединени американски щати. Площта му е 1494 km², а населението - 13 035 души (2000). Административен център е град Чероки.